# Champagne-gen

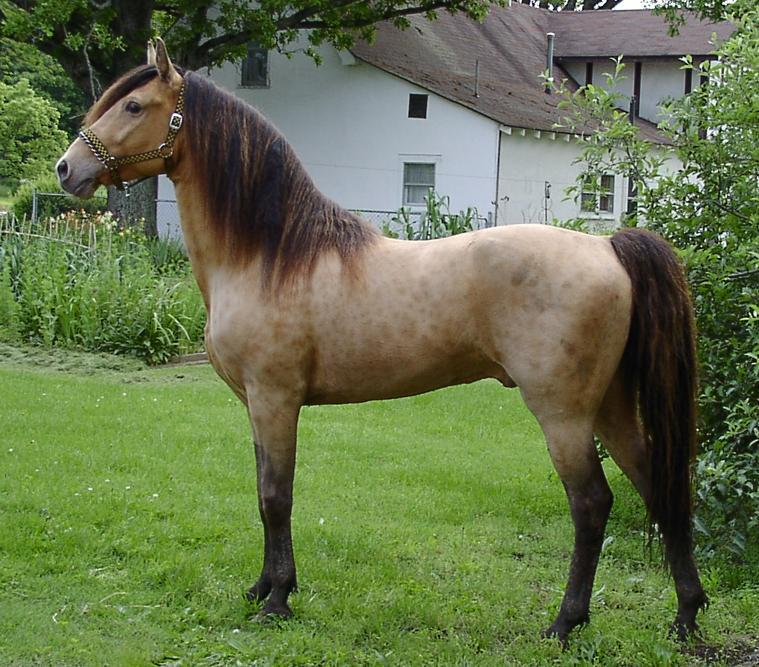
Champagne-hengst

Champagne is een verdunningskleur bij paarden die zowel de zwarte als rode (vos) haren lichter maakt of verdunt. Deze kleur komt vooral voor bij gangenpaarden, zoals de American saddlebred en het Tennessee walking horse, maar ook bij het minipaard en in mindere mate bij het quarterhorse en de paint.
Omdat het champagne-gen dominant is, is er maar één ouder nodig om een champagneveulen te krijgen.

## Champagnekenmerken
- Roze huid met spikkels

Alle champagnepaarden hebben een roze huid met donkere spikkels of sproetjes. Deze is het beste te zien ronde de ogen, neus en geslachtsdelen en zien er anders uit dan de kenmerkende vlekken van appaloosa's en heeft daar ook niets mee te maken.
- Amberkleurige ogen, blauw bij geboorte

Bij de geboorte hebben champagnekleurige paarden blauwe ogen, naarmate ze ouder worden veranderen de ogen naar amberkleurig. Het kan echter voorkomen dat de ogen groen of blauw blijven op latere leeftijd, of zo donkerbruin kleuren dat er weinig verschil zichtbaar is met een gewoon paardenoog.
- Veulens donkere vacht

De eerste veulenvacht is vaak donkerder dan de uiteindelijke vachtkleur als volwassen paard.
- Omgekeerde appeltjes

Geen lichte ronde vlekjes maar donkere ronde vlekjes op de vacht komt vaak voor bij champagnekleurige paarden.

## Verdunning
Op verschillende basiskleuren geeft het champagne-gen een verschillende kleur. Er is geen verschil in kleur voor homozygoot of heterozygoot champagne.

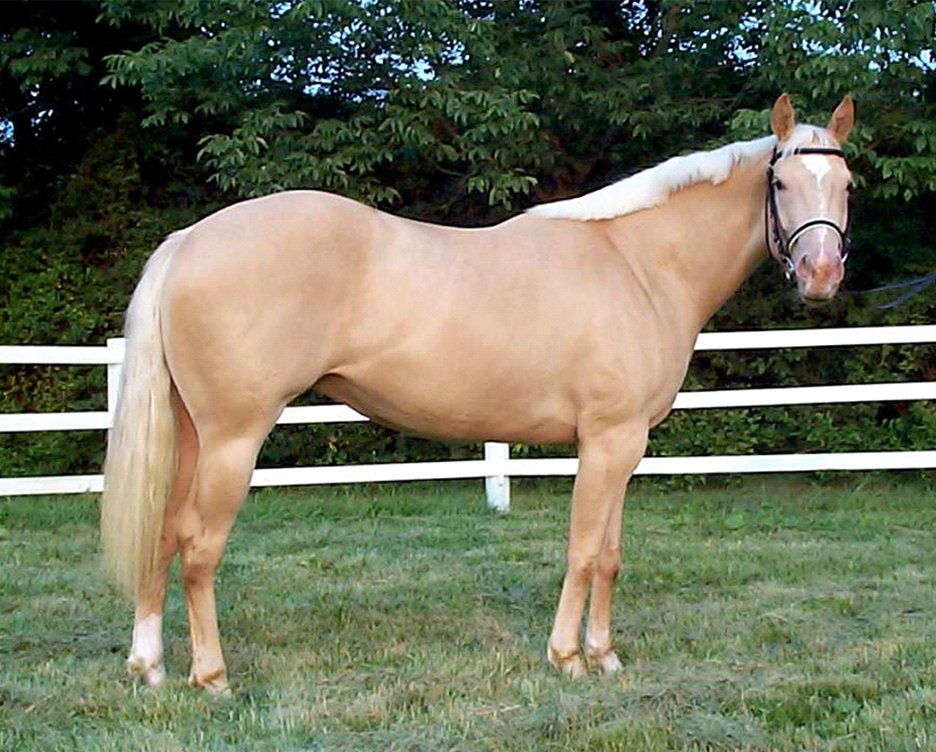
Paard in de kleur gold champagne

### Gold champagne
Een voskleurig paard met een champagne verdunning heeft een goudkleurige vacht en goudkleurige manen, vandaar de naam gold champagne.
Door de aanwezigheid van het flaxen-gen, dat voskleurige paarden lichte manen en staart geeft, kunnen deze vaak verward worden met palomino's maar in tegenstelling tot palomino's heeft de gold champagne de kenmerkende roze huid met spikkels.

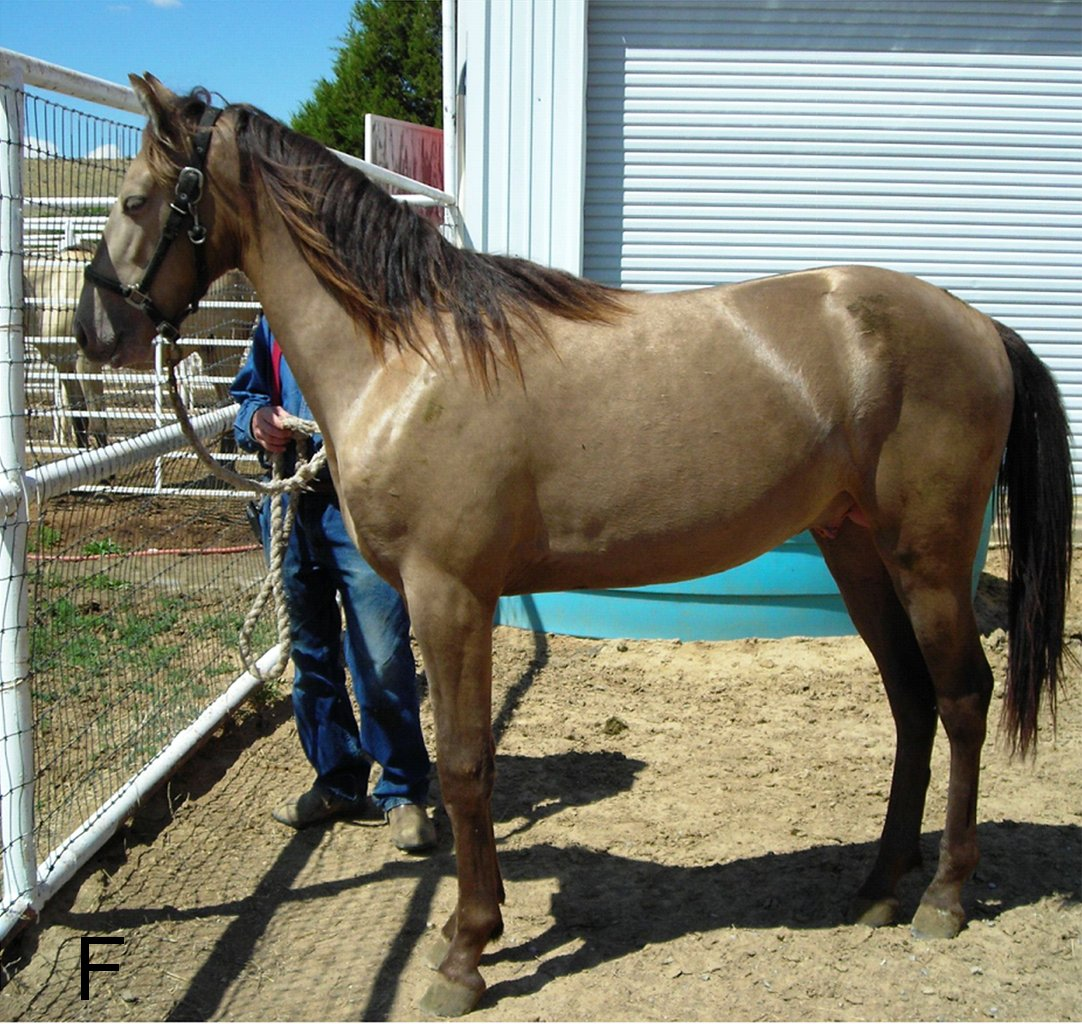
Paard in de kleur classic champagne

### Classic champagne
Op een zwart paard geeft deze verdunning de kleur classic champagne. Classic is de zeldzaamste champagnekleur, doordat vrij weinig paarden echt puur zwart zijn. De kleur classic champagne is moeilijk te fotograferen en omschrijven, de kleur lijkt met het licht te veranderden. Vaak wordt het omschreven als lila of wordt het verward met wildkleur, maar het mist de wildmarkeringen (welke wel aanwezig zijn wanneer het paard in bezit is van het champagne- en het wildgen).
Classic champagne is vooral bij de geboorte erg opvallend, doordat het veulen geboren wordt met een donkere vacht en blauwe ogen. De vacht wordt later meestal lichter en de ogen worden amberkleurig. Ook classic champagne heeft een roze huid met spikkels.

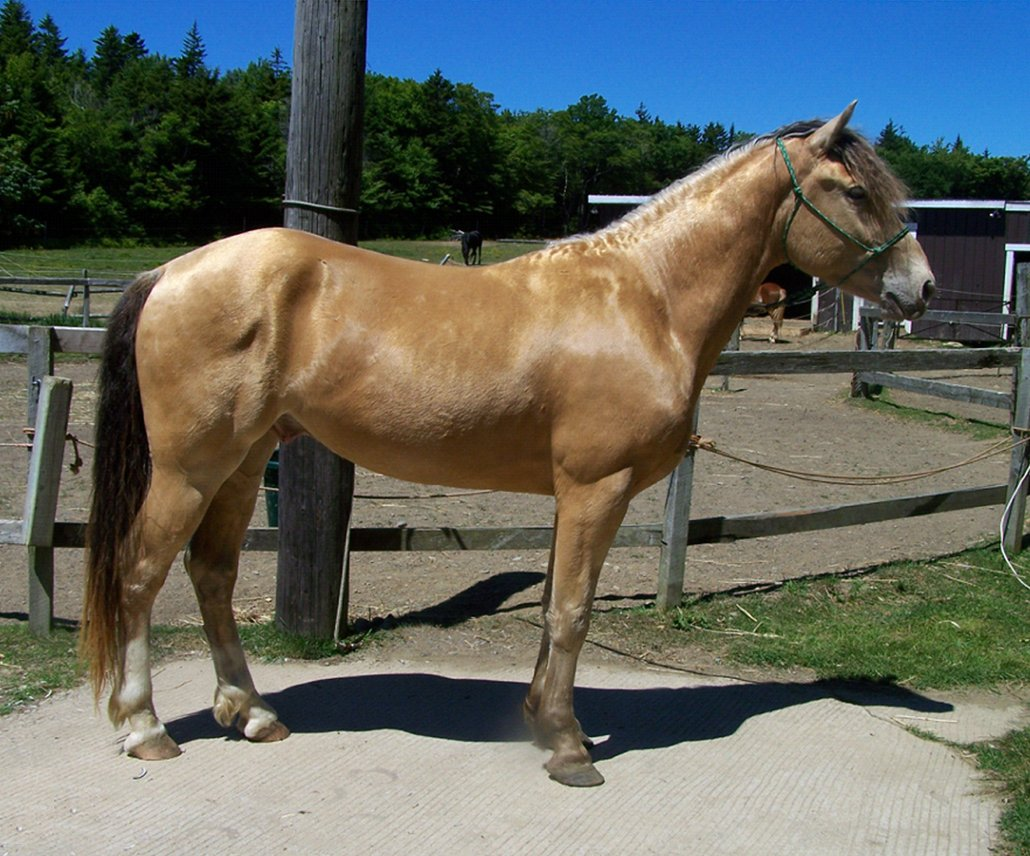
Paard in de kleur amber champagne

### Amber champagne
Het resultaat van een zwart paard met agouti-gen, een bruin paard dus, en het champagne-gen is amber champagne. Het lichaam heeft een goudbruine kleur en de benen, puntjes van de oren en de manen zijn bruin. De manen zijn meestal donkerder van kleur dan de benen, ook komt het voor dat er een randje lichtere manen aan de buitenkant van de manenkam zit. En ook hierbij weer de roze huid met spikkels. Als een paard donkerbruin is en het champagne-gen heeft, wordt hij sable champagne genoemd. Qua kleur zit dit net tussen het gouden amber en het lilakleurige classic in.

### Ivory champagne
Dit is geen officiële champagnekleur maar een oude benaming die werd gebruikt voordat er meer bekend was over kleurgenetica.
Ivory is het resultaat van een paard met ten minste één champagne- en ten minste één crème-gen, wat een heel lichte of ivoorkleurige vacht geeft. Tegenwoordig wordt er voor deze combinatie een andere benaming gegeven, afhankelijk van de basiskleur: gold cream, classic cream of amber cream.